# Premio Curlandese

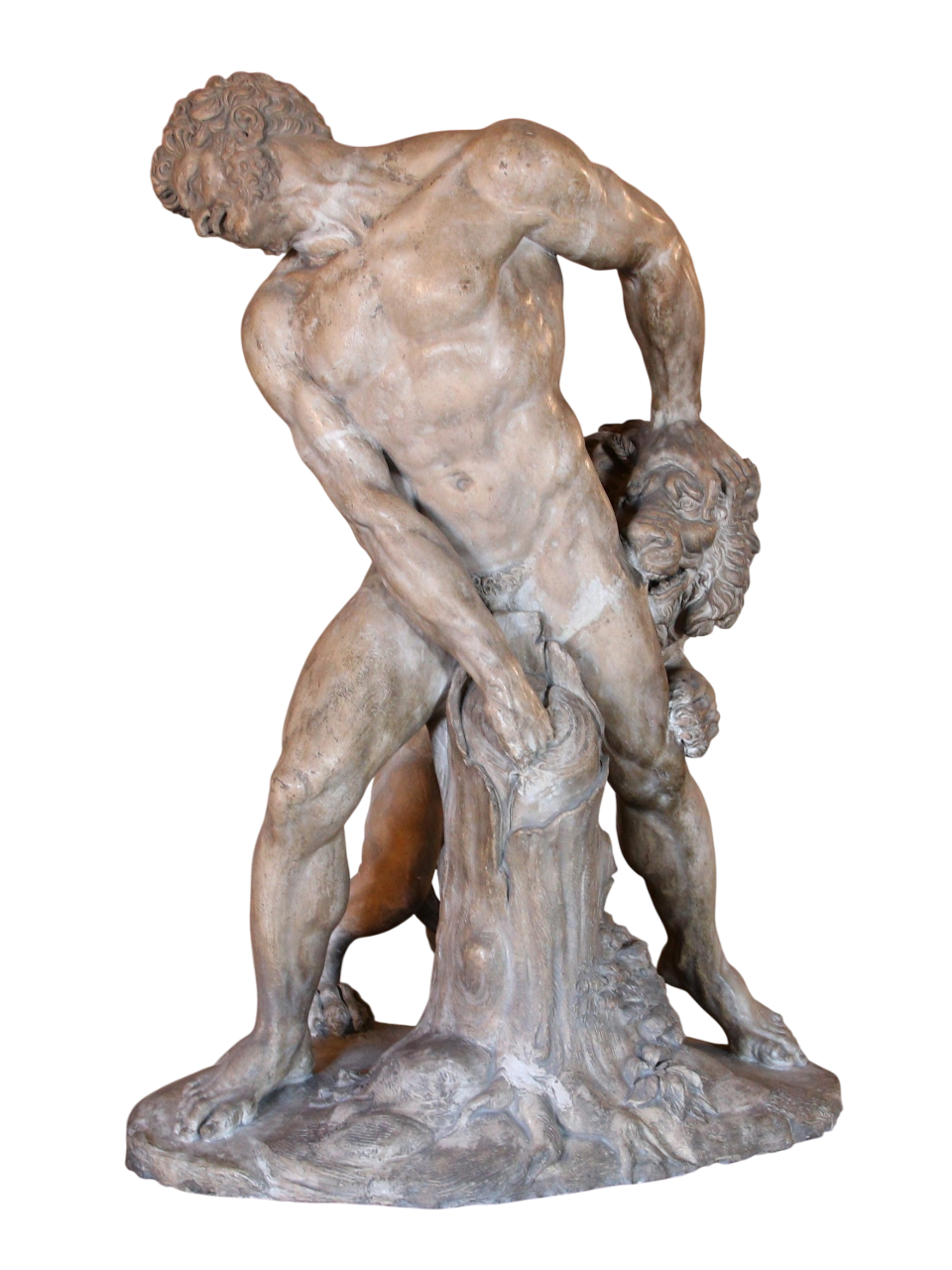
Milone e il Leone di Alessandro Franceschi, vincitore del Curlandese nel 1814.

Il premio Curlandese, dell'annuale concorso Curlandese, è stato un premio artistico dell'Accademia di Belle Arti di Bologna.
Il premio nasce nel 1786 a seguito della visita a Bologna, nel 1785, del duca di Curlandia Pietro Biron e la sua donazione di mille zecchini d'oro all'Istituto delle Scienze per l'istituzione di un concorso annuale d'arte.
Costituito da una medaglia d'oro, il premio è assegnato su un tema dato ad artisti italiani ed esteri: il primo anno a un'opera di pittura, poi a turno di scultura, architettura e incisione.
Il Curlandese risulterà tra i premi più longevi: sarà distribuito fino alla prima metà del Novecento, sopravvivendo ai cambiamenti istituzionali dell'Accademia.
Tra i primi vincitori vi sono alcuni tra i migliori artisti operanti a Bologna, quali Giacomo De Maria (1789), Francesco Rosaspina (1790) e Pietro Fancelli (1791).
Un monumento in onore del duca di Curlandia, opera di Angelo Venturoli (1749-1821) e Giacomo De Maria (1762-1838), eretto tra il 1786 e il 1795 a Palazzo Poggi su iniziativa del Senato bolognese, nel 1819 è trasportato e rimontato, a cura di Leandro Marconi, nello studio del professore di Scultura dell'Accademia di Belle Arti in Sant'Ignazio, che da allora diventerà Sala dei premi Curlandesi.